# 社会主义青年联盟 (巴西)
社会主义青年联盟（葡萄牙語：União da Juventude Socialista，缩写为UJS）是巴西共产党的青年翼。该组织成立于1984年。该组织以马克思列宁主义为指导思想。该组织是世界民主青年联盟的成员。